# حمض الفسفوريك
حمض الفسفوريك(ملاحظة 1) هو حمض معدني بالصيغة الكيميائية H3PO4 . يسمى أيضاً أورثو حمض الفوسفوريك. يمكن لجزيئات أورثو حمض الفوسفوريك أن تتحد مع بعضها البعض لتشكل العديد من المركبات التي يطلق عليها اسم الأحماض الفوسفورية، وهو حمض يستخدم في صناعة الأسمدة.
تشتق منه عدة مركبات تحتوي على الفوسفور ، منها حمض الفوسفوريك الثنائي ، و ميتا حمض الفوسفوريك ، و بولي حمض الفوسفوريك .
تعتبر الهيئة الأوربية الخاصة بالمواد الغذائية حمض الفوسفوريك من المواد الغذائية المصرح بها ، ويرمز إليه بالرمز E 338  .

## الخواص
- الشكل الصلب من حمض الفوسفوريك شره جداً للرطوبة (خاصية استرطاب قوية).
- حمض الفوسفوريك حمض ثلاثي الوظيفة، بحيث أن كل هيدروجين تحدث لها عملية إماهة فتتشكل أيونات الهيدرونيوم الموجبة (كاتيونات) على ثلاث مراحل بالإضافة إلى أنيونات الفوسفات الموافقة (الأيونات السالبة) وهي الفوسفات ثنائية الهيدروجين، والفوسفات أحادية الهيدروجين، والفوسفات وذلك على الترتيب. قيم ثابت تفكك الحمض (pKa) هي 2.12، 7.21، 12.67 على الترتيب وذلك بالنسبة للتفاعلات التالية:

H3PO4(s)   + H2O(l) ⇌ H3O+(aq) + H2PO4–(aq)       Ka1= 7.5×10−3
H2PO4–(aq)+ H2O(l) ⇌ H3O+(aq) + HPO42–(aq)       Ka2= 6.2×10−8
HPO42–(aq)+ H2O(l) ⇌ H3O+(aq) +  PO43–(aq)        Ka3= 2.14×10−13

## اقرأ أيضا
- حمض الهيبوفوسفوريك
- ميتا حمض الفوسفوريك
- حمض بيروكسي أحادي الفوسفوريك
- حمض بيروكسي ثنائي الفوسفوريك
- حمض الثيوفوسفوريك

## هوامش
- ملاحظة 1 المرادفات: حمض الفوسفوريك أو حمض الفسفور